# Jan Charouz
Jan Charouz (* 17. července 1987, Praha) je český závodní jezdec. K nejlepším výsledkům jeho kariéry patří vítězství v Le Mans Series 2009 a F3000 International Masters 2006, stejně jako čtvrté místo ze závodu 24 hodin Le Mans 2009. V současnosti jezdí jen příležitostně a dříve komentoval závody F1 v TV spolu s Tomášem Richtrem a dalšími hosty. V roce 2011 testoval pro tým HRT ve Formuli 1.
Od roku 2025 reprezentant České republiky v dynamické střelbě malorážkou. 

## Kariéra v motokárách a formulích

### Začátky kariéry
Svoji závodní kariéru zahájil v sedmi letech na motokárách třídy Comer 80, kde závodil pět let. V roce 2000 přestoupil do třídy ICA-J a ve své druhé sezoně získal třetí místo v mezinárodním šampionátu České republiky. V roce 2002 Jan závodil ve třídě Ford Fiesta v Mezinárodním mistrovství České republiky v závodech automobilů na okruzích. Společně s Erikem Janišem skončili první a stali se nejmladšími mistry v historii šampionátu.
O rok později přestoupil do německého šampionátu formule BMW. V roce 2004 závodil ve stejném šampionátu za tým Kekeho Rosberga. Po dvou letech ve formuli BMW dostal Jan šanci závodit v italském šampionátu F3000. V něm byl nejmladším jezdcem ve startovním poli, i přesto se mu ale podařilo bodovat a pravidelně bojovat se zkušenějšími soupeři. Celkově obsadil 11. místo, ačkoliv musel vynechat závěrečné dva závody kvůli povinnostem v A1 Grand Prix. V premiérovém podniku této série v Brands Hatch reprezentoval Českou republiku, za kterou nastoupil také ve volných trénincích ve vybraných dalších podnicích.

### 2006
V roce 2006 získal mistrovský titul v sérii F3000 International Masters. Podařilo se mu vybojovat i titul pro nejlepšího nováčka a pomohl týmu Charouz Racing System k zisku titulu v hodnocení týmů. V roce 2006 se Jan Charouz stal členem českého A1GP týmu a české barvy barvy hájil na konci druhé sezony A1GP World Cup of Motorsport na britské trati Brands Hatch. Jan se v roce 2006 zúčastnil i několika dalších okruhových závodů, například 24 hodin ve Spa, kde závodil s vozem Seleen S7R týmu Zakspeed, a Megane Trophy.

## Le Mans Series & 24 hodin Le Mans

### 2007
Pro sezonu 2007 se stal oficiálním testovacím a závodním jezdcem Loly. V barvách týmu Škoda Charouz Racing System-Lola/Judd se s vozem Lola B07/17 Judd zúčastnil Le Mans Series a slavného závodu 24 hodin Le Mans. Týmovými kolegy Jana Charouze se pro sezonu 2007 stali Alex Yoong (MAL) a Stefan Mücke (GER). Spolu s týmovými kolegy již při druhém startu dosáhli druhého místa v závodě 1000 km Monzy. V konečných výsledcích Le Mans Series pak figuroval na osmém místě. S týmovými kolegy uspěl také při debutu v závodě 24 hodin Le Mans, v němž vybojovali osmé místo. K velkým úspěchům patří také 4. místo absolutně a 3. v hodnocení třídy LMP2 v závodě Petit Le Mans 2007, kde Jan startoval jako tovární jezdec britské stáje Zytek. Britský magazín Autosport ho zařadil do Top 10 nejlepších jezdců Le Mans Series 2007.
V sezoně 2007 se příležitostně objevoval i v dalších okruhových šampionátech (MMČR Divize 4) a vyzkoušel si čtyřiadvacetihodinové závody v americké Daytoně a belgickém Spa. Na přelomu sezon 2007/2008 byl znovu jmenován členem českého národního týmu v šampionátu A1GP World Cup of Motorsport.

### 2008
V sezoně 2008 podruhé v kariéře startoval v Le Mans Series a v závodě 24 hodin Le Mans. Kolegou v českém týmu Charouz Racing System mu byl Stefan Mücke (GER) a společně pilotovali prototyp LMP1 Lola B08/60 Coupé – Aston Martin V12. V sezoně Le Mans Series 2008 Jan Charouz a Stefan Mücke vystoupali dvakrát na stupně vítězů, a to v závodech 1000 km Barcelony a 1000 km Silverstone. V konečném hodnocení pak obsadili pátou příčku. Spolu s týmovými kolegy Jan Charouz uspěl i ve slavném motoristickém maratónu 24 hodin Le Mans, v němž zaznamenal 9. místo absolutně. V sezoně 2008 (stejně jako v předchozím roce) patřil k nejrychlejším pilotům vozů s benzinovými motory třídy LMP1.

### 2009
Spolupráce s továrním týmem Aston Martin Racing pokračovala i v roce 2009, s tím rozdílem, že se stal jeho oficiálním jezdcem a startoval pod jeho hlavičkou. A to opět v Le Mans Series a 24 hodin Le Mans. Týmovými kolegy, s nimiž se střídal za volantem vozu Lola Aston Martin LMP1, mu byli Tomáš Enge (CZE) a Stefan Mücke (GER). Už v úvodním podniku Le Mans Series, v závodě 1000 km Barcelony, s týmovými kolegy získal první místo, které zopakoval na Nürburgringu. V posledním závodě sezóny v Silverstone česko-německé trio vybojovalo cenný titul v celkovém hodnocení šampionátu Le Mans Series. S českým týmem Aston Martin Racing Eastern Europe se také úspěšně zúčastnil červnového závodu 24 hodin Le Mans, kde společně s Tomášem Engem a Stefanem Mückem obsadil celkové čtvrté místo a byl nejrychlejší mezi benzínovými prototypy.

## Formule 1

### 2010
Stal se pro sezonu 2010 testovacím jezdcem týmu Renault F1 a stal se tak třetím Čechem ve Formuli 1. V témže roce absolvoval propagační jízdu vozu Renault F1 na Brněnském okruhu.

### 2011
V roce 2011 získal superlicenci a zúčastnil se prvního volného tréninku na VC Brazílie v týmu Hispania Racing, skončil poslední a ve zbývajících dvou trénincích se za volant vrátil Vitantonio Liuzzi.

## Kompletní výsledky ve Formuli 1
| Legenda k tabulce | Legenda k tabulce                                                                       |
| Barva             | Výsledek                                                                                |
| ----------------- | --------------------------------------------------------------------------------------- |
| Zlatá             | Vítěz                                                                                   |
| Stříbrná          | 2. místo                                                                                |
| Bronzová          | 3. místo                                                                                |
| Zelená            | Bodované umístění                                                                       |
| Modrá             | Nebodované umístění                                                                     |
| Modrá             | Dokončil neklasifikován (NC)                                                            |
| Fialová           | Odstoupil (Ret)                                                                         |
| Červená           | Nekvalifikoval se (DNQ)                                                                 |
| Červená           | Nepředkvalifikoval se (DNPQ)                                                            |
| Černá             | Diskvalifikován (DSQ)                                                                   |
| Bílá              | Nestartoval (DNS)                                                                       |
| Bílá              | Závod zrušen (C)                                                                        |
| Světle modrá      | Pouze trénoval (PO)                                                                     |
| Světle modrá      | Páteční testovací jezdec (TD)                                                           |
| Bez barvy         | Netrénoval (DNP)                                                                        |
| Bez barvy         | Vyřazen (EX)                                                                            |
| Bez barvy         | Nepřijel (DNA)                                                                          |
| Bez barvy         | Odvolal účast (WD)                                                                      |
| Bez barvy         | Nezúčastnil se (prázdné)                                                                |
| Označení          | Význam                                                                                  |
| Tučnost           | Pole position                                                                           |
| Kurzíva           | Nejrychlejší kolo                                                                       |
| †                 | Jezdec nedojel do cíle, ale byl klasifikován, protože odjel více než 90 % délky závodu. |
| ‡                 | Byl udělován poloviční počet bodů, protože bylo odjeto méně než 75 % délky závodu.      |
| Horní index       | Umístění bodujících jezdců ve sprintu                                                   |

| Rok  | Tým                     | Šasi          | Motor                  | 1   | 2   | 3   | 4   | 5   | 6   | 7   | 8   | 9   | 10  | 11  | 12  | 13  | 14  | 15  | 16  | 17  | 18  | 19     | Body | Umístění |
| ---- | ----------------------- | ------------- | ---------------------- | --- | --- | --- | --- | --- | --- | --- | --- | --- | --- | --- | --- | --- | --- | --- | --- | --- | --- | ------ | ---- | -------- |
| 2011 | Hispania Racing F1 Team | Hispania F111 | Cosworth CA2011 2,4 V8 | AUS | MAL | CHN | TUR | ESP | MON | CAN | EUR | GBR | GER | HUN | BEL | ITA | SIN | JPN | KOR | IND | ABU | BRA TD | -    | -        |